# آيشواريا راي
أيشواريا راي باتشان (بالإنجليزية: Aishwarya Rai)‏؛ (1 نوفمبر 1973 -)، ممثلة وعارضة أزياء هندية. بدأت حياتها العملية كعارضة أزياء قبل دخولها السينما حيث فازت بلقب ملكة جمال العالم في عام 1994. وقد ظهرت آيشواريا في أفلام بمختلف اللغات بما فيها الهندية، الإنجليزية، التاميلية، التيلوجو والبنغالية.
بدأت أولي أعمالها سنة 1997 حيث حظيت على اعجاب كبير لأدائها المبهر و جمالها الرائع و لون عيناها الخرافي

## النشأة
وُلدت آشواريا في 1 نوفمبر 1973 في مانغلور التابعة لولاية كارناتاكا، من عائلة راقية فوالداها هو البيولوجي مارين كريشناراج راي أما والدتها في الكاتبة فريندا راي، كما لها شقيق يُدعى آديتيا راي ويعمل مهندس في البحرية. في نهاية سنوات السبعينات استقرت عائلة راي رسميا في بومباي. وكانت آشواريا راي قد درست الثانوية في مدرسة جاي الهند، ثم انتقلت بعد ذلك لثانوية روباريل حيث حصلت على 90% في مجموع امتحاناتها.
عندما بلغت آشواريا سن المراهقة، كانت تتابع دراستها للموسيقى والرقص الكلاسيكي طيلة 5 سنوات كاملة، في حين أن مادتها المفضلة كانت علم الحيوانات، لذلك كانت مسيرتها في بادئ الأمر متجهة صوب تعلم واحتراف الطب، قبل أن تغير الوجهة تماما وتلتحق بعالم الفن والتمثيل، وفي نفس الوقت كانت تتابع دراستها في كلية الهندسة راشانا سانساد في بومباي قبل أن تغادرها بسبب اشتغالها كعارضة أزياء.

في سنة 1991، شاركت 'راي في مباراة عالمية للأزياء (من تنظيم شركة فورد)، حيث احتلت صورها في النهاية في إحدى طبعات مجلة فوغ الأمريكية. وازدادت شهرتها بعدما ظهرت في إعلان لشركة بيبسي رفقة كل من أمير خان وماهيما شودري، كما اشتهرت جملتها القصيرة 
 في حوار الإشهار. وفي سنة 1994 شاركت في مسابقة ملكة جمال الهند، حيث حازت على الرتبة الأولى ثم تليها سوشميتا سين، لتفوز بعد ذلك بلقب ملكة جمال العالم، ومثلت رفقة منافستها السابقة سين الهند في مسابقة ملكة جمال الكون أفضل تمثيل، لتُصبح بعد ذلك عارضة أزياء قبل أن تتحول إلى ممثلة.

## المسيرة المهنية

### البدايات 1997 - 1998
شاركت آيشواريا في أول عمل لها سنة 1997 وذلك في فيلم إيريفار الذي ناقش دراما سياسية مميزة، حيث جسدت راي دورين (بوشبافالاي/كالبانا)، أما حوارها فتم إعادة صياغته من طرف الممثلة روهيني بسبب ضعفها في اللغة التاميلية. وعلى الرغم من ذلك، لقي الفيلم نجاحا كبيرا وانتقادات إيجابية، حيث تًوج بالعديد من الجوائز ولعل أبرزها جائزة أفضل فيلم في المهرجان الدولي السينمائي ببلغراد.
في نفس السنة، لعبت آيشواريا في أول فيلم هندي لها، وذلك بفضل المخرج أور بيار هو چايا، حيث لعبت البطولة رفقة بوبي ديول، وفازت عن هذا الدور بجائزة ستار سكرين لأفضل ممثلة واعدة، كما حقق الفيلم نجاحا باهرا في البوكس أوفيس.
في 1998، زادت شهرة راي بعد مشاركتها في الفيلم الكوميدي الرومانسي جيانز للمخرج أس شانكار، حيث جسدت شخصية مادهوميتا، تلك الفتاة الشابة التي تتخلى عن حلمها وترافق والدتها المريضة إلى الولايات المتحدة من أجل البحث عن علاج لها، وقد كان لهذا الفيلم دور كبير في ترقية الممثلة في مسارها وفي التعريف بأدائها ومهاراتها في الرقص، كما مثل هذا الفيلم دولة الهند في جائزة الأوسكار لأفضل فيلم بلغة أجنبية. لكنها ستعاني من إخفاق كبير سنة 1999 بعد لعبها دور البطولة في فيلم آي أب لوت شالن، الذي لقي انتقادات سلبية وفشل ذريع في البوكس أوفيس.

### الشهرة والنجاح 1999 - 2003
شاركت آيشواريا راي سنة 1999 في فيلم الدراما الرومانسي هام ديل دي شاك سانام (بالإنجليزية: Hum Dil De Chuke Sanam)‏ للمخرج سانجاي ليلا بهنسالي، حيث جسدت شخصية امرأة شابة تُدعى نانديني، والتي تعارض زواجها بفانراج (أجاي ديفجان)، لكنها وفي المقابل ترغب في قضاء بقية حياتها مع عشيقها (سلمان خان)؛ هذا وقد لقي الفيلم نجاحا كبيرا وانتقادات إيجابية، كما احتل الرتبة الثالثة في قائمة مداخيل البوكس أوفيس الهندية لسنة 1999، كما أصبحت راي مشهورة بحسها الفكاهي وليس جمالها فقط. وشاركت في نفس السنة في فيلم إيقاع رفقة أنيل كابور، والذي لقي انتقادات إيجابية وشهرة خارجية، لكنه وفي المقابل لم ينجح في استقطاب الجمهور الهندي.
في سنة 2000، شاركت آيشواريا في فيلم جوش والذي لقي نجاحا تجاريا كبيرا وذلك بعائدات بلغت 744.600.000 روبية، كما شاركت أيضا في نفس السنة في فيلم موهبتين للمخرج أديتيا شوبرا.

### ديفداس والشهرة العالمية: ابتداء من 2002
سنة 2002، شاركت آيشواريا في بطولة فيلم ديفداس، والذي يحكي قصة شابة عصرية ترفض الزواج بعشيقها بسبب الفوارق الاجتماعية الكبيرة بينهما؛ حقق الفيلم أكبر نجاح في تلك السنة داخل الهند كما فاز بالعديد من الجوائز والألقاب، هذا وفازت راي بجائزة فيلم فير لأفضل ممثلة، نجاح ديفداس لم يتوقف في الهند فقط بل امتد لخارجها، حيث تَرشح لجائزة الأوسكار، وما زاد من شهرته مشاركة نجم التمثيل شاه روخان بالإضافة إلى عمل سانجاي ليلا بهنسالي كمخرج. وبفضل هذا الدور انضمت آيشواريا للجنة التحكيم في مهرجان كان السينمائي في الموسم الموالي.
وفي سنة 2003، لعبت راي في كوش نا كاهو إلى جانب زوجها المستقبلي أبهيشيك باتشان، لكن الفيلم لقي فشلا وإخفاقا كبيرا في البوكس أوفيس.
كما شاركت في فيلمين سنة 2006، الأول بوليوودي حمل عنوان شابد، أما الثاني فهو دولي وقد حمل عنوان ذو ميستريز أوف سبيس، لكنه لقي هو الآخر فشلا ذريعا على المستوى التجاري وكذلك عانى من انتقادات لادعة وسلبية. وقد أنهت هذه السنة بنجاح كبير بعد تجسيدها لدور مهم في فيلم دووم 2 الذي حقق نجاحا مذهلا، واعتبر من بين أروع الأفلام الهندية لتلك السنة.
أما سنة 2007 فقد لعبت في 3 أفلام امتزجت بين المهم على غرار غورو ثم الثانوي مثل الفيلق الأخير (إنتاج هوليوودي) وكذلك بروفوكود.
2008 كان عام النجاح بالنسبة ل آيشواريا راي، حيث شاركت في فيلمين مهمين حققا نجاحا كبيرا، الأول كان جودا أكبر إلى جانب هريثيك روشان، أما الثاني فهو ساركار راج رفقة أميتاب باتشان وابنه أبهيشيك. ثم مثلت في ساركار سنة 2009 هذا بالإضافة إلى النمر الوردي 2 والذي عرف نجاحا تجاريا محدودا.
عام 2010، شاركت آيشواريا في فيلم روبوت والذي أصبح فيما بعد أحد أشهر الأفلام في الجنوب الهندي، كما مثلت في غوزاريش، وقد ترشحت عن دورها في هذا الفيلم لجائزة فيلم فير لأفضل ممثلة، حيث كانت هذه هي المرة التاسعة في مشوارها الفني.
وفي فبراير من سنة 2011، تلقت دعوة من طرف خطيبها باتشان لحضور حفل توزيع جائزة الأوسكار، وعلى الرغم من توقف مسيرتها الفنية مؤقتا بسبب ولادتها لطفلة، إلا أنها كانت حاضرة في العديد من البرامج والمهرجانات.
وفي نهاية 2014، أعلنت عن عودتها للتمثيل، وبعد مشاركتها في العديد من الأفلام البسيطة، عادت للعب دور البطولة مجددا وذلك في 2016 في فيلم آي ديل هاي مشكل للمخرج كاران جوهر رفقة كل من رانبير كابور وأنوشكا شارما، تم إصدار الفيلم في 28 أكتوبر 2016 وقد لقي نجاحا مقبولا وأرباحا في البوكس أوفيس.

## خارج السينما

### اللغات
تستطيع آيشواريا راي التحدث بالعديد من اللغات، فبالإضافة للغتها الأم التولو (لغة درافيدية لولاية كارناتاكا) فهي تتكلم اللغة الهندية، التاميلية، التيلوغوية، الأردية والمراثية، هذا طبعا مع الإنجليزية، حيث أن الممثلة شاركت في العديد من الأدوار وقد تحدتث بلغات مختلفة في كل مرة.

### الحياة الشخصية
كانت آيشواريا على علاقة مع الممثل الهندي الشهير سلمان خان لمدة 3 سنوات، لكن هذه العلاقة انتهت سنة 2002 حيث أنها اتهمت سلمان بتعنيفها جسديا ولكن سلمان أنكر هذه الادعاءات..بعدها ذخلت في علاقة مع فيفيك أوبروا لمدة 3 سنوات قبل أن تتركه من أجل أبهشيك باتشان.
تزوجت بالممثل الهندي الآخر أبهيشيك باتشان ابن جايا باتشان والأسطورة أميتاب وذلك بتاريخ 20 أبريل 2007، وفي يونيو 2011 أعلن هذا الأخير عبر حسابه على موقع تويتر أن زوجة ابنه حامل، وفي 16 نوفمبر من نفس السنة وضعت آيشواريا أول مولود لها وذلك في مستشفى خاص بمدينة بومباي وقد سُميت الطفلة ب آرادهيا.

### أنشطة أخرى
بعيدا عن مسارها الفني، ف راي هي الوجه الإعلاني لشركة الساعات السويسرية لونجين (بالفرنسية: Longines)‏ ابتداء من سنة 1999، كما أنها الوجه الإعلاني الأول لشركة الأقمصة الفرنسية لوريال وذلك منذ 2003، مما ساعدها ولو قليلا في المشاركة ضمن لجنة التحكيم في مهرجان كان السينمائي. كما أنها ظهرت في العديد من الإعلانات المستقلة (لا تربطها معها عقد) على غرار إعلان لشركة مجوهرات هندية، هذا بالإضافة إلى ظهورها في العديد من صفحات مجلة إل الإيطالية.
ظهرت آيشواريا في العديد من الأعمال الإنسانية، حيث انخرطت في مجموعة من الجمعيات ذات الأهداف المختلفة، ولعل أبرزها جمعية محاربة الفقر في 76 دولة في مختلف بقاع العالم، من بينها الهند، كما كانت سفيرة لإحدى جمعيات محاربة السيدا والتحسيس بهذا الداء وبخطورته ومحاولة محاربته ثم القضاء عليه.

## وصلات خارجية
- آيشواريا راي على موقع IMDb (الإنجليزية)
- آيشواريا راي على موقع الموسوعة البريطانية (الإنجليزية)
- آيشواريا راي على موقع روتن توميتوز (الإنجليزية)
- آيشواريا راي على موقع ألو سيني (الفرنسية)
- آيشواريا راي على موقع تيرنر كلاسيك موفيز (الإنجليزية)
- آيشواريا راي على موقع أول موفي (الإنجليزية)
- آيشواريا راي على موقع قاعدة بيانات الأفلام السويدية (السويدية)
- آيشواريا راي على موقع إن إن دي بي (الإنجليزية)
- آيشواريا راي على موقع ديسكوغز (الإنجليزية)
- آيشواريا راي على موقع قاعدة بيانات الفيلم (الإنجليزية)